# Jamaicans for Justice
Jamaicans for Justice ist eine jamaikanische Nichtregierungsorganisation mit Sitz in Kingston, die sich für die Stärkung der Bürger- und Menschenrechte in Jamaika einsetzt. Sie wurde 1999 von der Ärztin Carolyn Gomes gegründet und gilt als Jamaikas größte Menschenrechtsorganisation.

## Ziele und Arbeitsweise
Jamaicans for Justice beruft sich auf die Allgemeine Erklärung der Menschenrechte. Ihre zentralen Forderungen sind die Gleichbehandlung aller Bürger vor jamaikanischen Gerichten, der Abbau von Korruption, die Eindämmung von unrechtmäßiger Polizeigewalt und die Beseitigung von Diskriminierung. Eine zentrale Rolle spielen dabei die Gleichberechtigung von Mann und Frau und die Entkriminalisierung von Homosexualität.
Jamaicans for Justice bietet eine Rechtsberatung und gerichtlichen Beistand für Opfer von staatlicher Gewalt oder Ungerechtigkeit wie unrechtmäßigen Festnahmen, unfairen Gerichtsprozessen und gewalttätigen Übergriffen durch Sicherheitskräfte an. Durch ein Bildungsprogramm an Schulen will die Organisation das Bewusstsein für Menschenrechte stärken. Ein spezielles Training bietet sie für Anwärter auf den Polizeidienst an. Außerdem klärt sie mit dem wöchentlichen Radioprogramm The Community Lawyer über Bürgerrechtsfragen auf. Jamaicans for Justice betreibt außerdem Lobbyarbeit bei der jamaikanischen Regierung.
Die Vereinigung arbeitet mit internationalen Organisationen zusammen, darunter Amnesty International und der Interamerikanischen Kommission für Menschenrechte.
Zur Förderung eines gesellschaftlichen Bewusstseins für Menschenrechte in Jamaika, schloss die Organisation am 12. April 2012 mit der Bundesrepublik Deutschland, vertreten durch den damaligen deutschen Botschafter Josef Beck, einen Zuwendungsvertrag für das Projekt „Human Rights Awareness Marketing and Promotionals Campaign“, an dem sich Deutschland mit einem Zuschuss von 62.000 Dollar beteiligte.

## Auszeichnungen
2002 erhielt die Organisation den Menschenrechtspreis der Stadt Weimar. Die Gründerin Carolyn Gomes wurde 2008 mit dem Menschenrechtspreis der Vereinten Nationen geehrt. 2012 wurden die Jamaicans for Justice mit einem Sonderpreis im Rahmen des Prix des Droits de l’homme de la République française ausgezeichnet.